# Traite foraine d'Anjou
Sous l'Ancien Régime, la Traite foraine d'Anjou ou encore appelée Traite par terre était un droit perçu sur les passages de marchandises en dehors du duché d'Anjou, et en pratique du Comté de Laval.
La traite foraine était un impôt de sortie. Henri IV, par ses déclarations de 1594 et 1595, avait voulu que, pour obvier aux fraudes que l'on commettait contre les droits[pas clair]. 

## Application auComté de Laval
Il y eut un bureau dans la ville de Laval (Mayenne) pour donner des décharges, des acquits à caution. 
Les fermiers de l'impôt firent payer aux marchandises de Laval cette traite, laquelle n'étant due que pour les marchandises qui sortaient ou passaient par l'Anjou, vicomté de Beaumont et de Thouars, pour sortir du royaume : il s'ensuivait qu'elle ne pouvait être due pour les marchandises du comté de Laval, qui n'est et n'a jamais été du duché d'Anjou.
Néanmoins les engagistes malgré les oppositions des marchands de Laval, se sont toujours maintenus dans la perception de cette traite réglée à 2 livres pour cent pour les marchandises de Laval à Vitré ou Saint-Malo, sans approcher de plus de six lieues d'Anjou.. 
Les fermiers de l'impôt l'exigeaient même pour les marchandises qui étaient transportés directement à Vitré et à Saint-Malo. Elle était fixée à deux livres par cent pesant.
Cet impôt est cité par plusieurs auteurs comme un frein à l'expansion économique du Comté de Laval concernant l'industrie du lin.